# Kenji Hövels
Kenji Hövels (* 9. Juli 1993 in Berlin) ist ein ehemaliger deutscher Handballspieler. Er spielte in der Rückraum Mitte und stand beim TuS N-Lübbecke unter Vertrag.

## Karriere
Kenji Hövels begann das Handballspielen im Alter von 6 Jahren in der Handballabteilung des BFC Preussen. Nach der Grundschule besuchte er bis zu seinem Abitur die Werner-Seelenbinder-Schule, die heute unter dem Namen Schul- und Leistungssportzentrum Berlin bekannt ist.
Im Jahr 2006 wechselte er zur SG Spandau/Füchse Berlin. Mit dieser Mannschaft wurde er unter Bob Hanning 2010 Deutscher B-Jugendmeister sowie 2011 und 2012 Deutscher A-Jugendmeister.
2011 wurde er in den CL-Kader der Füchse Berlin für das Champions-League-Spiel gegen Veszprém berufen.
Nach der A-Jugend spielte er in den Spielzeiten 2012/13 und 2013/14 mit der Bundesligareserve der Füchse Berlin in der 3. Handball-Liga.
Zur Saison 2014/15 wechselte er zum Empor Rostock in die 2. Handball-Bundesliga und unterschrieb dort einen Jahresvertrag. Diesen verlängerte er in der Spielzeit 2015/16 unter Trainer Aaron Ziercke um ein Jahr.
Der TuS N-Lübbecke verpflichtete Hövels zur Saison 2015/16 für 2 Jahre. Nach der Saison 2018/19 beendete Hövels seine Karriere und wurde Co-Trainer bei den Füchsen Berlin sowie Auswahltrainer beim Handball-Verband Berlin. In der Saison 2020/21 trainierte er die 2. Mannschaft der Füchse Berlin. Anschließend übernahm er die A-Jugend der Füchse Berlin, die im Jahr 2022 unter seiner Leitung in das Finale der deutschen Meisterschaft einzog.

## Erfolge
- 2010: Deutscher Meister mit der B-Jugend der SG Spandau/Füchse Berlin[12]
- 2011: Deutscher Meister mit der A-Jugend der SG Spandau/Füchse Berlin[13]
- 2012: Deutscher Meister mit der A-Jugend der SG Spandau/Füchse Berlin[14]